# Coventry Lake
Coventry Lake – jednostka osadnicza w Stanach Zjednoczonych, w stanie Connecticut, w hrabstwie Tolland.